# Secretul lui Marco Polo (operetă)
Secretul lui Marco Polo (titlul original: în franceză Le secret de Marco Polo) este o operetă în două acte și 17 tablouri, de Francis López, al cărui libret a fost scris de Raymond Vincy, premiera având loc la „Théâtre du Châtelet” în Paris la 13 decembrie 1959.

## Personaje
- Marco Polo – un comerciant venețian
- Mi-Tzu-Ti – prințesa orientală
- Pepino – un tânăr italian, valetul lui Marco Polo
- Lu-Ku-Song – o prințesă
- Bulargu – guvernanta lui Mi-Tzu-Ti
- Kubilai – hanul oriental
- Pah-Si-Fu – un nobil din suita lui Kubilai
- Sing-Nau-Sing – un nobil din suita lui Kubilai
- Koga – un ambasador
- Kahan – un prinț

## Melodii din operetă
Cântecele au fost interpretate de Luis Mariano (în afară de cele altfel specificate). 
Muzica: Francis Lopez
Textul: Raymond Vincy
Acompaniamentul a fost efectuat de orchestra Paul Bonneau, dirijor Jacques-Henry Rys
1. Ouverture interpretat de orchestra Jacques-Henry Rys
2. Tiki Tiki Chou
3. Marco-Polo
4. Le Joli Voyage, Luis Mariano cu Janine Ervil
5. Belle
6. Cavaliers
7. Viens
8. Mais Quand Du Camp voce – Luis Mariano, Claude Daltys, Janine Ervil, Rosine Brédy
9. Au Bout Du Monde

## Trivia
În România, opereta Secretul lui Marco Polo a fost reprezentată pentru prima oarăla 4 noiembrie 1966, la Teatrul de stat de operetă din București. Printre interpreții la premiera operetei au fost Ion Dacian, Nicolae Țăranu, Anton Negoițescu, Constantin Drăghici, Valeria Rădulescu, Adriana Codreanu, Cella Tănăsescu, Bimbo Mărculescu, Toni Buiacici, Marica Munteanu, Constanța Câmpeanu, Tamara Buciuceanu, George Groner, Denise Vrancea, Gabriel Gheorghiu, Nae Roman, Silviu Gurău, Ștefan Glodariu, Iancu Groza, George Hazgan, Nicolae Cenan, Elisabeta Henția. 